# Bisbat de Pomesània
La diòcesi de Pomesània (polonès: Diecezja pomezańska ; llatí: Dioecesis Pomesaniensis) és una seu suprimida de l'Església catòlica a Polònia.

## Territori
La diòcesi s'estenia a les regions de Pomesània i Pogesània, a la Prússia Oriental.
La seu episcopal era la ciutat de Riesenburg.

## Història
La diòcesi va ser erigida pel legat papal Guillem de Mòdena el 29 de juliol de 1243, a l'interior del territori dels Estats Monàstics dels Cavallers Teutons.
El 253 entrà a formar part a la província eclesiàstica de l'arxidiòcesi de Riga.
El darrer bisbe en comunió amb la Santa Seu va ser Erhard von Queis, qui el 1524 s'uní al luteranisme.
Els bisbes de Chełmno van heretar el títol de bisbe de Pomesània, la qual cosa va ser confirmada per mitjà d'un breu apostòlic el 19 d'abril de 1601. El títol, però, va ser suprimit el 1763.
A l'octubre de 2014 la seu de Pomesània va ser nomenada seu episcopal titular; l'actual bisbe titular és Adam Wodarczyk, bisbe auxiliar d'Katowice.

## Cronologia episcopal
- Ernst, O.P. † (abans de 10 de gener de 1249 - 1260 mort)
- Albert, O.F.M. † (abans de 1 d'abril de 1261 - 1285 mort)
- Heinrich † (1286 - 1303 mort)
- Christian † (16 de maig de 1303 - 22 de juliol de 1306 mort)
- Lutho von Baldersheim † (3 de desembre de 1319[1] - 28 d'agost de 1321 mort)
- Rudolf † (5 de març de 1322 - 1332 mort)
- Bertold von Riesenburg † (1332 - vers el 28 de novembre de 1346 mort)
- Arnold † (4 de juny de 1347 - vers el 29 de gener de 1360 mort)
- Nikolaus von Radam † (20 d'abril de 1360 - 27 de novembre de 1376 mort)
- Johann Mönch † (16 de febrer de 1378 - 7 de març de 1409 mort)
- Johann Rymann † (24 de juliol de 1409 - 4 de setembre de 1417 mort)
- Gerhard Stolpmann † (9 de maig de 1418 - 22 de juliol de 1427 mort)
- Johann von Heilsberg † (13 d'octubre de 1427 - 18 de juliol de ? 1440 mort)
- Kaspar Lincke † (1440 - 28 d'octubre de 1463 mort)
  - Nikolaus, O.T. † (18 de juliol de 1466 - ? renuncià) (bisbe electe)
  - Vincenz Kielbasa † (1 d'abril de 1467 - 11 de maig de 1479 mort) (administrador apostòlic)
- Johann Christian von Lessen † (14 d'abril de 1480 - 10 d'abril de 1501 mort)
- Hiob von Dobeneck, O.T. † (27 d'agost de 1501 - 25 de maig de 1521 mort)
  - Achille Grassi † (9 d'agost de 1521 - 22 de novembre de 1523 mort) (administrador apostòlic)
  - Niccolò Ridolfi † (22 de novembre de 1523 - ?) (administrador apostòlic)
- Erhard von Queis † (1523 - 1524 apòstata)

## Cronologia de bisbes titulars
- Adam Wodarczyk, des del 13 de desembre de 2014